# グレッグ・ズーライン (アメリカンフットボール)
グレッグ・ズーライン（Greg Zuerlein 1987年12月27日- ）はネブラスカ州リンカーン出身のアメリカンフットボール選手。現在NFLのニューヨーク・ジェッツに所属している。ポジションはプレースキッカー。

## 経歴

### プロ入り前
ネブラスカ大学オマハ校で3シーズンに渡りキッカーを務めたが、2010年シーズンは臀部の負傷のため欠場した。大学に居場所の無くなった彼は2011年、ミズーリ・ウェスタン州立大学に転校した。そこで彼は58ヤード以上のFG9本を含む（そのうち2本は58ヤード）21本連続FG成功のNCAA2部校記録を作った。この年FG24本中23本を成功、成功率95.2%は12本以上のFGを蹴った選手の中ではNCAAの全てのディビジョンを合わせたトップの数字であった。
NFLスカウティング・コンバインには招待されなかったが、リージョナル・コンバイン、スーパー・リージョナルコンバインに参加した。

### セントルイス/ロサンゼルス・ラムズ
2012年のNFLドラフトの6巡全体171位でセントルイス・ラムズに指名された。NCAA1部校以外からのドラフト指名キッカーとしては2005年のポール・エルンスター以来であった。ラムズは彼の指名直後に5年契約の最後のシーズンであったベテランキッカーのジョシュ・ブラウンを解雇した。
8月のダラス・カウボーイズとのプレシーズンゲームでは55ヤード、52ヤードのFGをそれぞれ成功させた。第4週のシアトル・シーホークス戦ではラムズ記録となる60ヤードのFGや58ヤードのFGなど4本のFGを成功させ19-13の勝利に貢献した。この活躍で彼は第4週のNFC週間MVPスペシャルチーム部門に選ばれている。第6週のマイアミ・ドルフィンズ戦では5本中3本のFG（48ヤード、32ヤード、66ヤード）を失敗、チームは3点差で敗れた。第13週のサンフランシスコ・フォーティナイナーズ戦では、第4Q終了と同時に53ヤードのFGを成功、オーバータイム残り26秒に54ヤードの決勝FGを決めて16-13の勝利をラムズにもたらした。この活躍で彼は第13週の週間MVPに選ばれた。

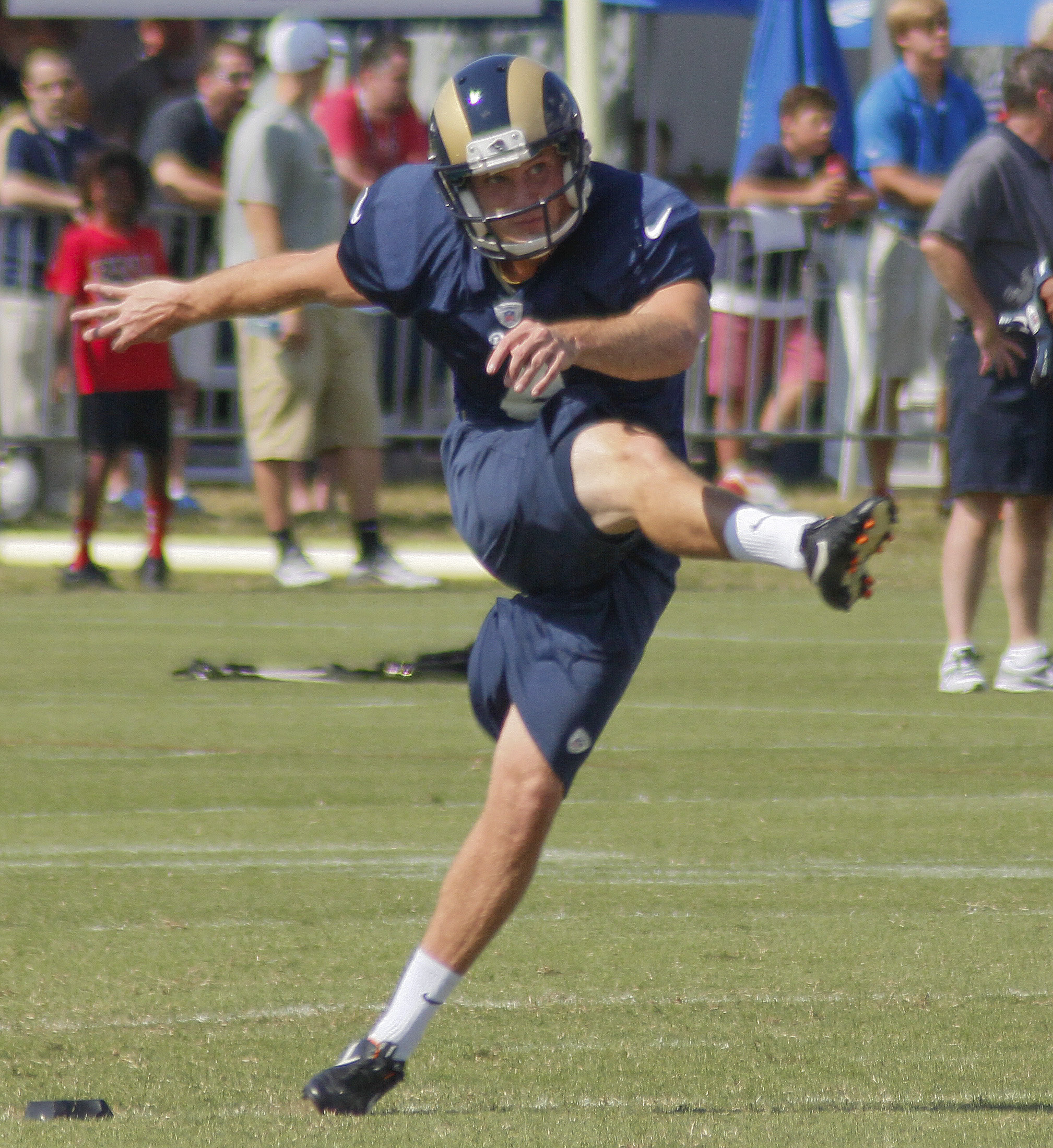
2013年のズーライン

2013年シーズン開幕戦のアリゾナ・カージナルス戦ではFG4本を含む13点を挙げチームの27-24での勝利に貢献した。この年はPATを34本全て成功させ、FGは28本中26本成功した。
2014年第2週のタンパベイ・バッカニアーズ戦では4本のFGを決めるなど13点を挙げる活躍でチームは19-17で勝利した。第11週のデンバー・ブロンコス戦では5本のFGを決めチームも22-7で勝利。自身もこの週のスペシャルチーム部門でNFCの週間MVPに選ばれた。この年はPATが34/35、FGは24/30という成績であった。
2015年は鼠蹊部の怪我もあり2試合欠場するなど、PATは26/28、FG20/30という成功率に終わった。

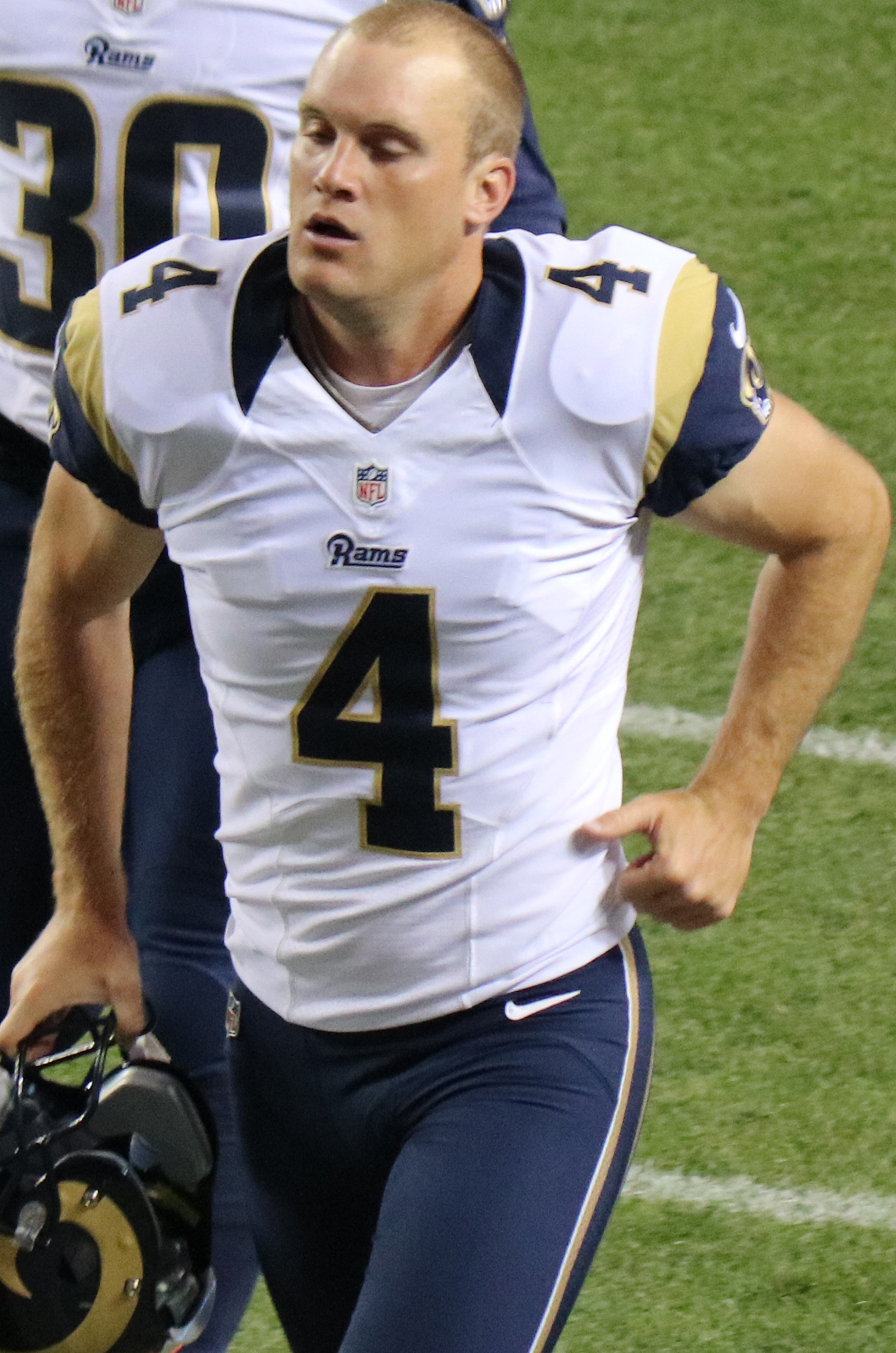
2016年のズーライン

チームが本拠地をセントルイスからロサンゼルスへと移転した2016年はPATが23/23、FGが19/22で獲得点数がキャリア最低となる80点に留まりとなり、チームもわずか4勝しか挙げられなかった。
2017年10月1日、第4週のダラス・カウボーイズ戦ではFGを7本成功させ、チームのフランチャイズ記録を破る活躍をみせた。10月は月間51得点を挙げる活躍でNFCのスペシャルチーム部門で月間MVPに選出された。この年は2度の週間MVPに選出、FGを38本、PATを44本成功させそれぞれリーグトップの数字を残していたが、12月20日にIR入りし、シーズン終了となった。
2018年は第2週から第6週まで怪我で欠場していたが、第7週のサンフランシスコ・フォーティナイナーズ戦でFG3本PAT4本の計7本のキックを成功させた。第11週のカンザスシティ・チーフス戦ではPAT6本FG2本の計8本のキックを成功させた。チームも54-51で乱戦を制した。シーズン最終戦の49ers戦でもPAT6本FG2本の計8本のキックを成功させ48-32での勝利に貢献した。チームもNFCの第2シードとしてプレーオフに進出した。
自身初出場となったプレーオフでは初戦のカウボーイズ戦ではPAT3本FG3本を成功させ30-22で勝利した。NFCチャンピオンシップゲームのニューオーリンズ・セインツ戦では4Q残り19秒で同点に追いつく48ヤードのFG、さらにオーバータイムにて57ヤードのFGを成功させチームのスーパーボウル進出を決めた。ニューイングランド・ペイトリオッツと対戦した第53回スーパーボウルではチーム唯一の得点となるFGを決めたが試合終了間際でのFGに失敗したことによりチームの敗北が決まってしまった。

### ダラス・カウボーイズ
2020年3月30日にダラス・カウボーイズと契約した。
開幕戦ではいきなり古巣のラムズと対戦し、キックオフを担当した。これがラムズの新本拠地・SoFiスタジアムにとって最初のプレーとなった。9月20日に行われた第2週・アトランタ・ファルコンズ戦、カウボーイズは1Q終了時点で0-20のビハインド、前半終了時点でも10-29と敗色濃厚であったが4Q残り4分57秒時点で30-39と追い上げをみせると、残り1分49秒にダック・プレスコットのTDランにより3点差に詰め寄った。ここでズーラインがオンサイドキックを成功させ再び攻撃権を得るとラストプレーで逆転サヨナラとなるFGを決め、劇的勝利を演出した。
2021年シーズンオフにカウボーイズからリリースされた。

### ニューヨーク・ジェッツ
2022年3月26日にニューヨーク・ジェッツと1年契約を結んだ。

## 人物
ドラフト指名を受けて入団した選手にもかかわらず、キッカーである彼は十分なリスペクトをされていない。その一例が、オフィシャルジャージの彼の名前がZueleinで販売されていることに見られる。